# 조선예술
《조선예술》은 조선민주주의인민공화국의 잡지이다.

## 개요
이 잡지는 조선민주주의인민공화국에서 발간하는 몇 안 되는 예술 관련 잡지이다.
조선예술은 연극, 미술, 음악에 대해 소개하는 잡지로 문학예술출판사에서 제작하며, 속표지에 북조선에서 유명한 작곡가가 연주한 노래의 악보를 싣고 있다.
80여 쪽의 페이지로 종이는 B5용지 크기의 갱지이다. 1998년에 영화에 대해서 소개하는 잡지인 《조선영화》를 흡수해 영화분야와 관련된 글들을 편집하고 있다.
이 잡지는 조선출판물수출입사를 통해서 판매하고 있으며, 북조선에서 몇 안 되는 예술분야의 잡지이다.